# Mauritz Vellingk
Graf Mauritz Vellingk, auch Welligk oder Velligh (* 31. Oktober 1651 in Jamburg in Ingermanland (heutiges Russland); † 10. Juli 1727 in Mjölby, Östergötlands län), war ein schwedischer Diplomat, Geheimrat, General und Generalgouverneur von Bremen-Verden.

## Familie
Mauritz Vellingk war Angehöriger des deutsch-baltischen Adelsgeschlechts von Welling. Er wurde am 31. Oktober 1651 in der schwedischen Ostseeprovinz Ingermanland geboren. Sein Vater war der schwedische Oberst Otto Vellingk. Seine Mutter war Kristina Mannersköld. Er hatte einen älteren Bruder mit dem Namen Otto Vellingk.

## Militärische Laufbahn
Zu Beginn des Dänischen Kriegs Karl XI. war Vellingk ein Kapitän im Leibregiment der Witwe von Karl X. Gustav die Königin Hedvig Eleonora. Mit diesem Regiment wurde er während des Krieges zur Landesverteidigung an die norwegische Grenze geschickt.
Gemeinsam mit seinem Bruder nahm er an der Schlacht bei Lund teil und wurde dabei leicht verwundet. Beide Brüder wurden von Karl XI. im Jahr 1676 in den Freiherrenstand erhoben. Vellingk wurde 1678 zum Oberst des karelischen Infanterieregiment ernannt. Von 1680 an war er zwei Jahre schwedischer Gesandter in Kopenhagen.
Im Jahre 1683 wurde er als Abgesandter der schwedischen Krone nach Lüneburg geschickt. Im Jahre 1687 wurde er zum Oberst eines deutschen Regiments in Stade und zum Kommandanten der Stadt ernannt. In den folgenden Jahren versuchte er in den Streitigkeiten zwischen dem Königreich Dänemark und dem Herzogtum Holstein-Gottorp zu vermitteln.
Nach dem Tod des schwedischen Königs Karl XI. wurde er zum Generalmajor und wenig später im Jahre 1698 zum Generalleutnant befördert. Im selben Jahr wurde Vellingk als Gesandter an den Hof des Kurfürsten August des Starken geschickt. Mauritz Vellingk, welcher sehr engen Kontakt mit dem sächsischen Monarchen pflegte, war völlig überrascht von dessen Angriff auf die schwedische Provinz Livland im Jahre 1700. Er kehrte sofort an den schwedischen Hof zurück und wurde in der Folge zum Kommandanten der Festung Stade ernannt. Diese Position hatte er bis 1710 inne.
Er wurde im selben Jahr in den Rang eines Generals der Infanterie erhoben und zum Gouverneur der Hansestadt Wismar ernannt. Außerdem wurde er königlicher Geheimrat von Karl XII. und Generalgouverneur der beiden Herzogtümer Verden und Bremen. Des Weiteren ernannte der schwedische König Vellingk zum Oberkommandierenden General der schwedischen Armee in Deutschland.
Im Jahr 1711 wurde er zum Grafen ernannt und erhielt die Vollmacht des Königs, in allen schwedischen Angelegenheiten am deutschen Boden selbst zu entscheiden. Er verlor jedoch sehr bald das Vertrauen von Karl XII. Dieser mutmaßte, das sich Vellingk privat bereicherte, und so wurden ihm die gewährten Vollmachten alsbald wieder entzogen.
Im Jahre 1713 war Vellingk der Anstifter zur Einäscherung von Altona. Er veranlasste mit seinen falschen Beschuldigungen gegen die Einwohner von Altona, dass der schwedische General Graf Magnus Stenbock die Stadt komplett niederbrannte. Eine Beteiligung im Vorfeld der Einäscherung von Altona leugnete Vellingk zeit seines Lebens.

Krug mit Inschrift: „Grefv Maurits Wellingk Ao 1727 den 13 aug.“

Nach dem Tod von Karl XII. während der Belagerung von Frederikshald im Jahre 1719 konnte Vellingk das Vertrauen dessen Nachfolgers Friedrich von Hessen-Kassel zurückgewinnen. Mauritz Vellingk mischte sich bei Vorfällen um die Thronfolge im Herzogtum Holstein ein. Ebenfalls waren seine Unterhandlungen mit dem Kurfürstentum Hannover dem König und dem Landmarschall (Präsident) des Ständereichstages, Arvid Horn, ein Dorn im Auge. Als Vellingk dem König zu eigenmächtig wurde, präsentierte dieser dem schwedischen Reichstag ein angeblich im Auftrag der schwedischen Krone ausgehandeltes Darlehen mit der preußischen Krone. Dieses Geld war von Vellingk veruntreut worden. Der Reichstag veranlasste die Verhaftung Vellingks und verurteilte ihn zum Verlust des Eigentums, der Ehre und des Lebens.
Das Urteil wurde später reduziert und stattdessen wurde sein Name aus der Liste der schwedischen Grafen gelöscht. Er selbst wurde dazu verurteilt, den Rest seines Lebens im Schloss von Linköping eingesperrt zu sein. Auf dem Weg dorthin erkrankte Mauritz Vellingk und starb 1727 im Gasthaus von Mjölby.